# Joel Gion

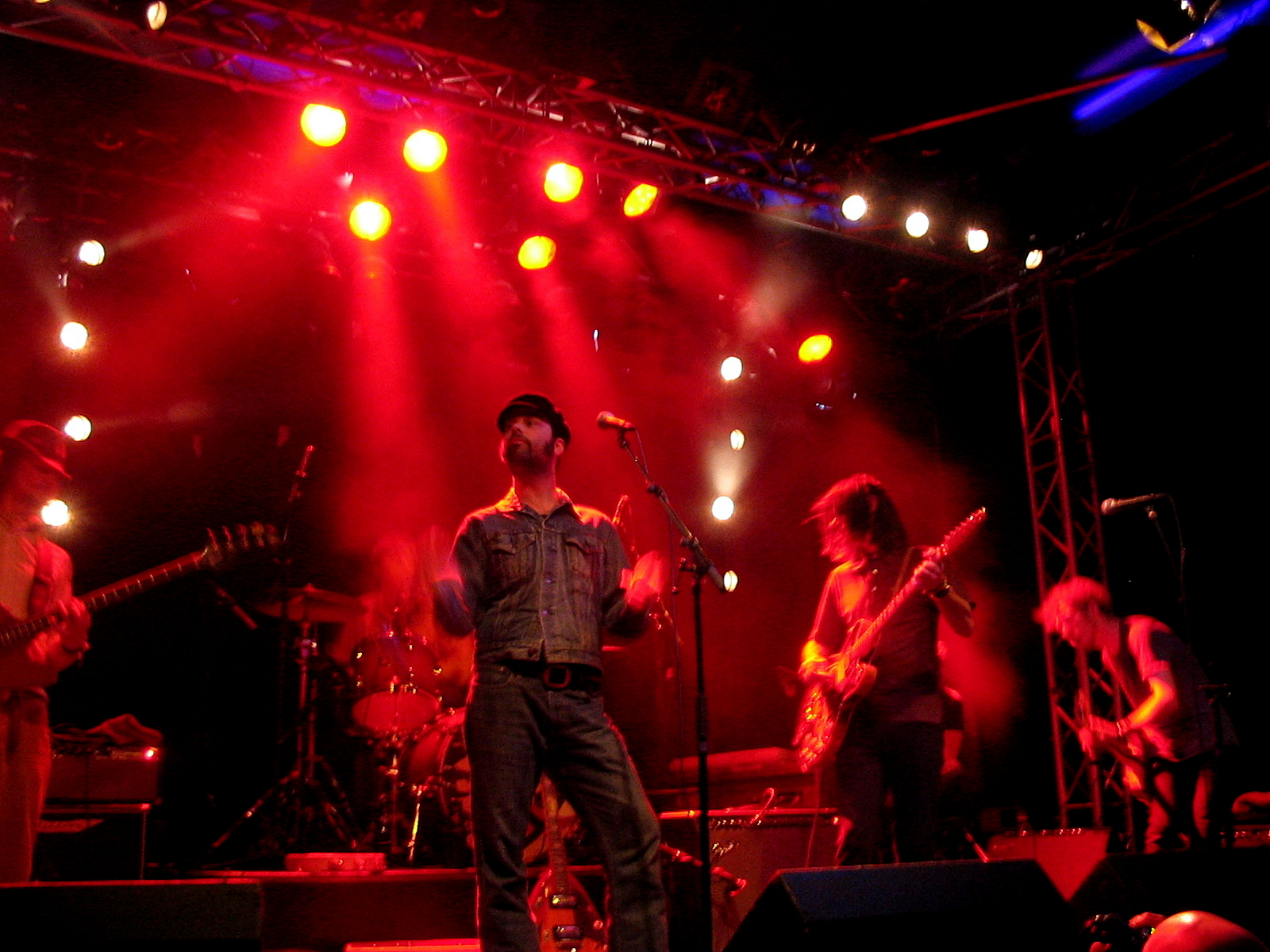
Joel Gion (Mitte) mit seiner Band The Brian Jonestown Massacre

Joel Gion (* 20. November 1970) ist ein US-amerikanischer Musiker. Er ist der Tamburinist der Band The Brian Jonestown Massacre.

## The Brian Jonestown Massacre
Gion trat 2004 in der Dokumentation Dig! zusammen mit seiner Band The Brian Jonestown Massacre auf und ziert das Cover der DVD des gleichnamigen Films. Nach Bandleader Anton Newcombe und Gitarrist und Sänger Matt Hollywood ist er das drittlängste Mitglied der Band.
Er kehrte für ihre Tour 2006 zurück und spielt nach wie vor Tamburin und Maracas in der Band.

## Solo
2011 veröffentlichte Gion seine erste Solo-Vinyl-EP Extended Play. 2012 veröffentlichte Gion die Single Yes als Vorgeschmack auf sein kommendes Solo-Album, das 2014 veröffentlicht wurde. Ende 2013 gründete er eine neue Gruppe, Joel Gion & The Primary Colors, bestehend aus Gion (Gitarre, Percussion und Gesang), Brian Jackson (Gitarre), Derek See (Gitarre und Gesang), Galine Tumasova (Bass, Gesang), Raul Sanchez (Schlagzeug), Yvonne Hernandez (Schlagzeug) und Kevin Wood (Keyboards).
2014 veröffentlichte Gion am 18. August (UK) und am 19. August (USA) ein Soloalbum namens Apple Bonkers. Das Album wurde von Mitgliedern des Brian Jonestown Massacre, Collin Hegna und Rob Campanelle co-produziert, mit aktuellen (Daniel Allaire und Matt Hollywood) und ehemaligen (Jeffrey Davies und Miranda Lee Richards) Mitgliedern, Mitgliedern der Dandy Warhols (Peter Loew), Dead Skeletons (Ryan Van Kriedt) und Warlocks (Jason Anchondo). Das Album besteht hauptsächlich aus klassischen Sounds der 1960er Jahre mit Einflüssen von Shoegaze, Post-Punk, Psychedelia, Alt-Country und Mod / Beatmusik.

## Diskografie
Studioalben
- 2012 EP
- 2014 Apple Bonkers
- 2017 Joel Gion

EPs
- 2011 Extended Play (EP)
- 2014 Overthrow / Night Of The Living Deadbeats (EP)
- 2015 Joel Gion / Radis Noir (EP)